# William Faulkner
William Faulkner (25. september 1897 – 6. juli 1962) var en amerikansk forfatter. Han regnes for en af de største af en stor generation af forfattere fra USA, der også omfatter Scott Fitzgerald, Hemingway og Steinbeck. Faulkner fik Nobelprisen i 1949.

## Biografi
William Cuthbert Falkner (senere Faulkner) blev født i New Albany i Mississippi. Han stammer fra en gammel sydstatsslægt i Mississippi med guvernører og højtstående officerer blandt forfædrene. I hans tidlige barndom flyttede familien til Oxford, som senere kom til at danne rammen om den fiktive by Jefferson, der optræder i flere af hans romaner. Faulkner voksede op med en stolthed over sin sydstatshistorie og kultur, hvilket ses tydeligt i hans forfatterskab. Da 1. verdenskrig brød ud meldte han sig som frivillig hos Royal Air Force i Canada, sendtes til Frankrig, men nåede ikke at komme i aktion, inden krigen var ovre.[kilde mangler]
Efter krigen var Faulkner en rastløs sjæl som så mange andre fra "the Lost Generation" . Han begyndte at digte og i 1926 fik han via en ven trykt sin debutroman 'Soldatens Løn'. Derefter begyndte han et liv som forfatter og skrev i de næste årtier mange romaner, noveller og filmmanuskripter; de fleste med udgangspunkt i hans sydstatsbaggrund. I mange år var William Faulkner stort set ukendt i den brede amerikanske befolkning, men var meget populær i udlandet. Derfor fik han Nobelprisen i litteratur i 1949. Efter modtagelsen oplevede han stor popularitet i hjemlandet.

## Hollywoodårene
William Faulkner led af store økonomiske problemer, og da han i 1940'erne blev inviteret til Hollywood af filminstruktøren Howard Hawks for at skrive filmmanuskripter til hans film, sagde han ja og rejste. I sin tid ved filmen skrev Faulkner manuskripterne til flere af tidens succeser og fiaskoer. Han arbejdede endda på filmatiseringen af rivalen Ernest Hemingways At have og ikke have. Det var en svær tid for Faulkner, der så dette arbejde som nedværdigende og spild af hans evner som forfatter. Hans kollega F. Scott Fitzgerald, havde uden held også forsøgt at klare sig som manuskriptforfatter i Hollywood. Fitzgeralds blev aldrig anerkendt for bidrag til film og Hollywood, det gjorde Faulkner til gengæld, der i slutningen af fyrrerne fik stor anerkendelse.[kilde mangler] Skuespillerne Humphrey Bogart og Lauren Bacall blev hans nære venner.

## Priser og anerkendelser
I 1949 modtog han Nobelprisen i litteratur for sit unikke bidrag til den moderne amerikanske roman. Det var en stor sensation, da han var relativt ukendt. Selv mente han, at han ikke var forfatter, men blot en landmand, som holder af at fortælle historier. Han modtog Pulitzerprisen to gange: i 1955 for romanen A Fable og i 1963 for sin sidste roman The Reivers For A Fable modtog han også National Book Award i 1955, en pris han allerede i 1951 modtog for en udgivelse af sine samlede fortællinger.

## Alkoholisme
William Faulkner var kronisk alkoholiker og brugte alkoholen til at flygte fra en tilværelse fyldt med økonomiske problemer. Han drak aldrig, mens han skrev, da han ikke fandt, at alkoholen bidrog kreativt til hans forfatterskab. Han døde efter en jagtulykke.

## Forfatterskab
Faulkner er en af de forfattere, der har forsøgt at binde en stor del af sine romaner og noveller sammen i en overordnet sammenhæng. I Faulkners tilfælde er sammenhængen geografisk: Yoknapatawpha, et fiktivt område i hans hjemegn. Faulkner var i sin skrivestil i modsætning til sine samtidige forfatterkollegaer, Hemingway og Fitzgerald. Modsat sine minimalistiske kollegaer benyttede Faulkner sig af bevidsthedsstrøm og var meget detaljeret i sine beskrivelser.

## Arven fra Faulkner
I dag er Faulkner anerkendt som en Sydens største forfattere og anses i mange henseender på højde med Mark Twain. Desuden står han som den store inspirator for genren Southern Gothic, benyttet af mange senere sydstatsforfattere som Harper Lee og Truman Capote.
Faulkner brugte nogle af pengene fra Nobelprisen til oprettelsen af en fond til støtte for nye skønlitterære forfattere. En fond der årligt uddeler PEN/Faulkner Award for fiktion. Samtidigt oprettede han en konto i en bank i Mississippi til støtte for uddannelse af afro-amerikanere på Rust College i Holly Springs.

## Udvalgt litteratur
- Brølet og vreden (roman), 1929
- I Min Sidste Time, 1930
- Det allerhelligste (roman), 1931
- Lys i august (roman), 1932
- Trekanten (roman), 1935
- Absalom, Absalom! (roman), 1936
- De Vilde Palmer (roman), 1939
- Ubuden gæst i støvet (roman), 1948